# Zaza Uruszadze
Zaza Uruszadze (gruz. ზაზა ურუშაძე, ur. 30 października 1965 w Tbilisi, zm. 7 grudnia 2019 tamże) – gruziński reżyser, scenarzysta i producent filmowy.
W 1988 roku ukończył studia na Państwowej Akademii Teatralnej i Filmowej im. Szoty Rustawelego w Tbilisi. W latach 2002–2004 dyrektor Gruzińskiego Narodowego Centrum Filmu. Członek, a do września 2019 prezes Gruzińskiej Akademii Filmowej (dawniej: Gruziński Związek Twórców Filmowych).
Był synem bramkarza reprezentacji Związku Radzieckiego w piłce nożnej Ramaza Uruszadze, i ojcem reżyserki i scenarzystki filmowej Any Uruszadze.

## Filmografia
- 1985: Katapleksja
- 1987: Dwa deszczowe dni
- 1998: Here Comes the Dawn
- 2008: Trzy domy (Sami Sakhli)
- 2011: Stay with Me
- 2012: Opiekun
- 2013: Mandarynki
- 2017: Wyznanie

## Nagrody i wyróżnienia
- 2013: nagroda publiczności w kategorii filmów fabularnych oraz nagroda za najlepszą reżyserię na 29. Warszawskim Festiwalu Filmowym
- 2013: nagroda specjalna na Międzynarodowym Festiwalu Filmowy Mannheim-Heidelberg (Internationales Filmfestival Mannheim-Heidelberg)[5]
- 2015: nominacja do Oscara w kategorii najlepszy film nieanglojęzyczny za film Mandarynki (2013), w tej samej kategorii nominacja do Złotego Globu